# Don Rodrigo
Don Rodrigo ist eine tragische Oper von Alberto Ginastera. Die Oper hat drei Akte und neun Bilder (Opus 31); jede Szene wird von einem orchestralen Intermezzo getrennt. Die Uraufführung fand am 24. Juli 1964 am Teatro Colón in Buenos Aires statt. Die Oper basiert auf einem spanischen Libretto von Alejandro Casona.

## Gestaltung
Der Text der Oper ist stark verdichtet, und das Gesamtkonzept der Oper ist eigentlich atonal.
Die Oper ist als ein farbenfrohes Spektakel angelegt und stellt einen Festumzug des westgotischen Königs Roderich (Rodrigo) von Toledo im 8. Jahrhundert dar. Sie klingt weniger wie eine klassische Oper, da es ihr an melodischem Schwung und Einfallsreichtum fehlt, die Oper lebt von ihrer gut organisierten und symmetrischen musikalischen Struktur. Die Charaktere werden nur wenig emotional dargestellt, die Musik schafft es nicht, die Gefühlsregungen der Protagonisten zu unterstützen, daher lebt die Oper größtenteils von ihrem brillanten musikalischen Effekten. Die handelnden Personen werden nur dargestellt und nicht näher erklärt; auch werden ihre Handlungen nicht durch die Musik verständlich gemacht. So bleiben die Personen auch befremdlich, da eine musikalische Beschreibung ihrer Gefühle fehlt. Eine Aufführung von Don Rodrigo lebt daher auch nicht von den Emotionen und der Handlung, sondern von der Qualität und Kraft der Sänger, des Orchesters, und der Inszenierung.

## Instrumentation
Die Orchesterbesetzung der Oper enthält die folgenden Instrumente:
- Holzbläser: drei Flöten (1. auch Altflöte, 3. auch Piccolo), drei Oboen (3. auch Englischhorn), drei Klarinetten (3. auch Bassklarinette), drei Fagotte (3. auch Kontrafagott)
- Blechbläser: sechs Hörner, vier Trompeten, vier Posaunen, Tuba
- sieben Pauken (2 Spieler), Schlagzeug (6 Spieler): drei Trommeln, drei Crotales, drei Triangeln, drei kleine hängende Becken, drei Tamtams [alle klein, mittel, groß], zwei Becken, große Trommel, Peitsche
- Xylophon
- Glockenspiel
- Celesta
- Mandoline
- Harfe
- Streicher (Viola 1 auch Viola d’amore)
- Bühnenmusik: zwölf Hörner, acht Trompeten, fünfundzwanzig Glocken (auch als reduzierte Fassung mit sechs Hörnern und vier Trompeten)

## Sonstiges
Mit der Oper Don Rodrigo begründete Plácido Domingo in der Titelrolle 1966 an der New York City Opera seine internationale Karriere. Durch diese Produktion, die er auch in Los Angeles sang, wurde die Oper weltweit bekannt.